# Dragojevo
Dragojevo (Bulgaars: Драгоево) is een dorp in het oosten van Bulgarije. Het dorp ligt in de gemeente  Veliki Preslav, oblast Sjoemen. Het dorp ligt hemelsbreed ongeveer 17 km ten zuidwesten van Sjoemen en 292 km ten noordoosten van Sofia.

## Bevolking
Op 31 december 2020 telde het dorp Dragojevo 767 inwoners. Het aantal inwoners vertoont al tientallen jaren een dalende trend: in 1946 woonden er nog 2.744 personen in het dorp.
| Bevolkingsontwikkeling van Dragojevo tussen 1934 en 2020 |
| -------------------------------------------------------- |
|                                                          |
| ■ Volkstellingen ■ Schatting                             |

In het dorp wonen nagenoeg uitsluitend etnische Bulgaren. In 2011 identificeerden 789 van de 809 ondervraagden zichzelf als etnische Bulgaren, oftewel 97,5% van alle ondervraagden. Er waren - buiten Turken en Roma - geen vermeldenswaardige etnische minderheden.  
| Etnische samenstelling van de respondenten (2011) | Etnische samenstelling van de respondenten (2011) | Etnische samenstelling van de respondenten (2011) | Etnische samenstelling van de respondenten (2011) | Etnische samenstelling van de respondenten (2011) |
| ------------------------------------------------- | ------------------------------------------------- | ------------------------------------------------- | ------------------------------------------------- | ------------------------------------------------- |
|                                                   |                                                   |                                                   |                                                   |                                                   |
| Bulgaren                                          | Bulgaren                                          |                                                   | 97,5%                                             | 97,5%                                             |
| Turken                                            | Turken                                            |                                                   | 0,5%                                              | 0,5%                                              |
| Roma                                              | Roma                                              |                                                   | 0,6%                                              | 0,6%                                              |
| Anders/Onbekend                                   | Anders/Onbekend                                   |                                                   | 1,4%                                              | 1,4%                                              |

Van de 860 inwoners die in februari 2011 werden geregistreerd, waren er 87 jonger dan 15 jaar oud (10,1%), gevolgd door 546 personen tussen de 15-64 jaar oud (63,5%) en 227 personen van 65 jaar of ouder (26,4%).